# Duell efter maskeradbalen
Duell efter maskeradbalen (franska: Suites d’un bal masqué) är en oljemålning av den franske konstnären Jean-Léon Gérôme från 1857. Den ingår i samlingarna på Musée Condé på slottet Chantilly i Hauts-de-France. Tavlan visade på Parissalongen 1857 och köptes året därpå i London av Henri av Orléans, hertig av Aumale, ägare till slottet Chantilly.
Gérôme målade två repliker. Den ena målades sannolikt samma år, är något större (68x99 cm) och ingår sedan 1922 i samlingarna på Eremitaget i Sankt Petersburg. Den andra färdigställdes 1859, är något mindre (39x56 cm) och är utställd på Walters Art Museum i Baltimore. 
Målningen föreställer Boulogneskogen utanför Paris en disig vintermorgon. Som i många andra målningar av Gérôme skildras en scen efter ett dramatiskt crescendo (till exempel Caesars död (1867), Jerusalem (1867), Arkebuseringen av Marskalk Ney (1868) skildrar situationen efter dödskampen). En samling män som deltagit på en maskeradbal har träffats i gryningen för att bevittna en duell mellan två män utklädda till Pierrot och en indian. Bilden visar hur den skadade Pierrot segnat ner i armarna på Henrik I av Guise. En man utklädd till en venetiansk doge undersöker Pierrots sår medan en man i dominokostym tar sig för huvudet i förtvivlan. Till höger lämnar den segrande indianen, i sällskap av Harlekin, platsen och går mot en väntande droska.

## Repliker

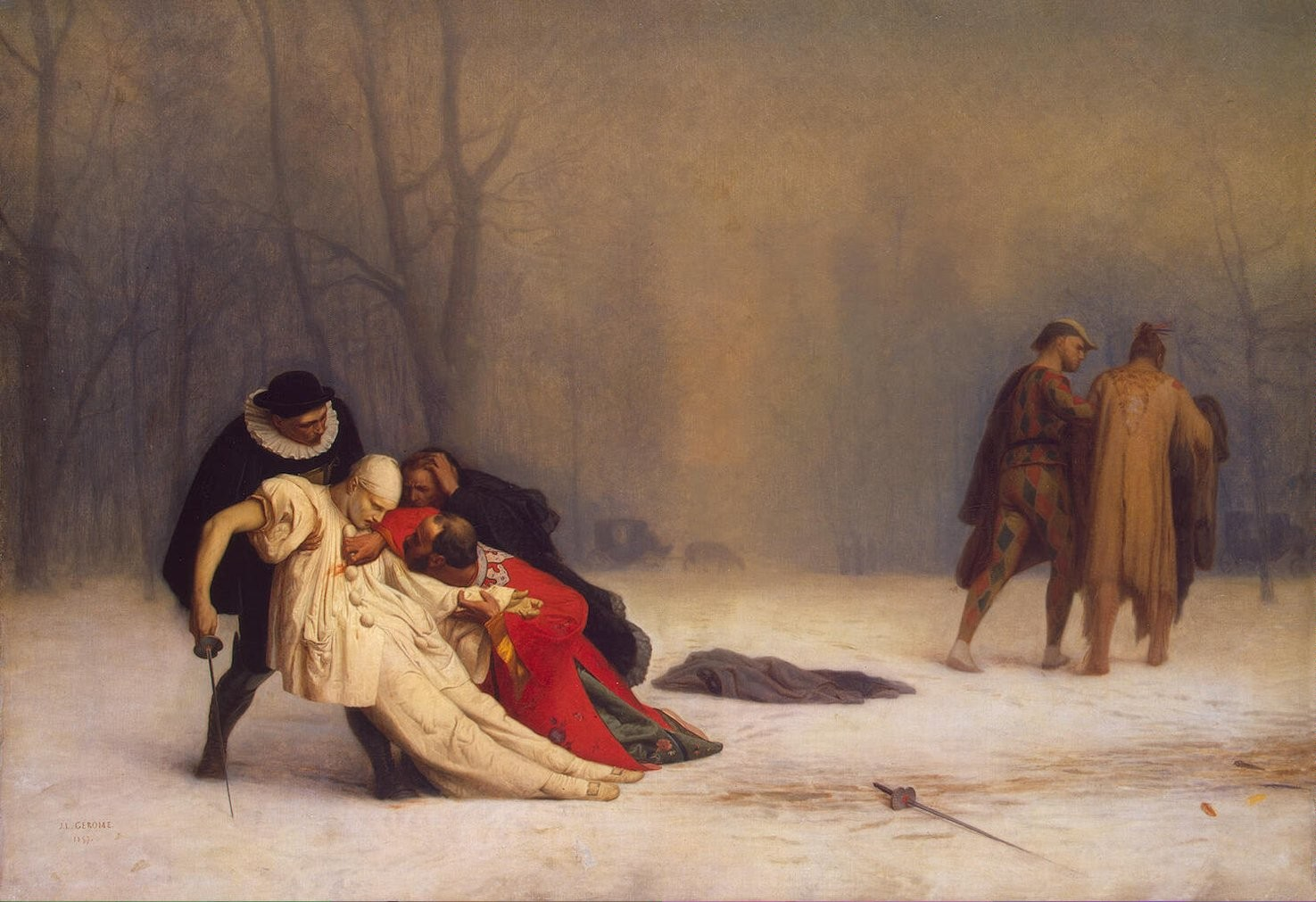
Versionen på Eremitaget i Sankt Petersburg (1857, 68 x 99 cm).
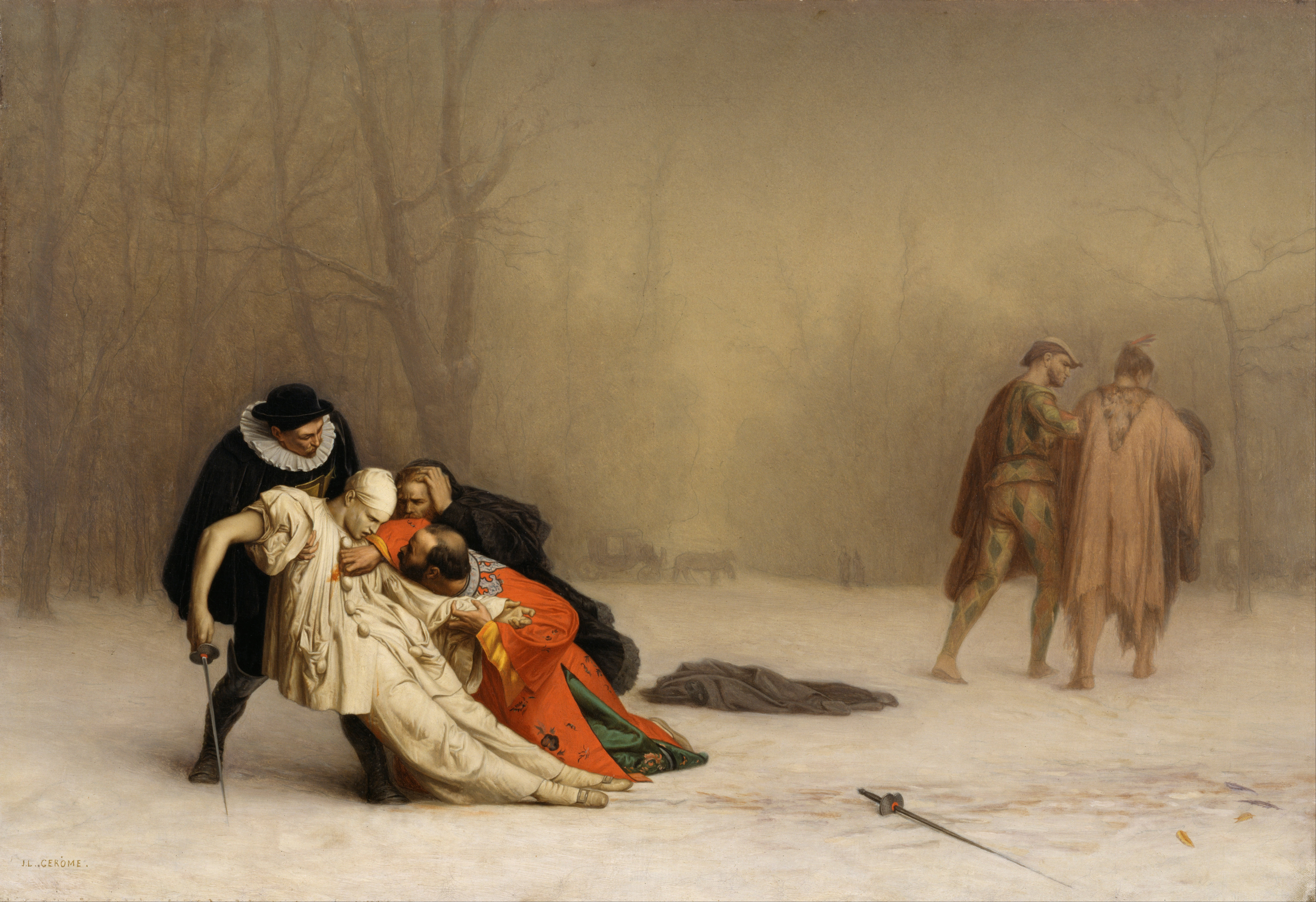
Versionen på Walters Art Museum i Baltimore (1857–1859, 39x56 cm).